# Dworzec Moskiewski (Petersburg)
Dworzec Moskiewski, Petersburg Główny (ros. Моско́вский вокза́л, Санкт-Петербург-Главный) – stacja kolejowa w Petersburgu, w Rosji. Jest to dworzec czołowy linii Moskwa-Petersburg.
Jest to najstarsza zachowana stacja w mieście, została wzniesiona w 1851 roku według projektu Konstantina Thona. Pierwotnie stacja została nazwana Nikołajewska na cześć cara Mikołaja I.  W 1924 r. zmieniono nazwę na Oktjabrskij dla upamiętnienia rewolucji październikowej, a obecną nazwę stacja otrzymała w 1930 r.
Bliźniaczy Dworzec Leningradzki znajduje się w Moskwie.
W pobliżu dworca znajdują się stacje metra Majakowskaja i Płoszczad' Wosstanija.